# Ранние журавли
«Ранние журавли» (кирг. Эрте келген турналар) — повесть Чингиза Айтматова, опубликованная в 1975 году. Одно из последних произведений писателя.

## Сюжет
Действие повести происходит во время войны в маленьком киргизском аиле (ауле) . Главным героем является четырнадцатилетний Султанмурат, чей отец на фронте. Его друзьями являются Анатай и Эркинбек, они же помогают ему посеять хлеб, после того как с соответствующей просьбой к школьникам обращается председатель колхоза.
Однажды ночью конокрады связывают подростков и уводят четырёх лошадей. Детям удаётся высвободиться: Султанмурат на лошади бросается за преступниками, а Анатай и Эркинбек бегут за помощью. Султанмурат догоняет конокрадов, и один из них убивает из ружья лошадь мальчика. На запах крови прибегает голодный волк. Повесть заканчивается тем, что Султанмурат, намотав удила на свою руку, готовится к схватке с волком.

## Постановки
- «Ранние журавли» — фильм студии «Кыргызфильм» 1979 года.
- «Ранние журавли» — спектакль Алмаза Сарлыбекова, в 1985 году спектакль представлен на театральном фестивале в Тбилиси.